# Kunsthistorisches Museum

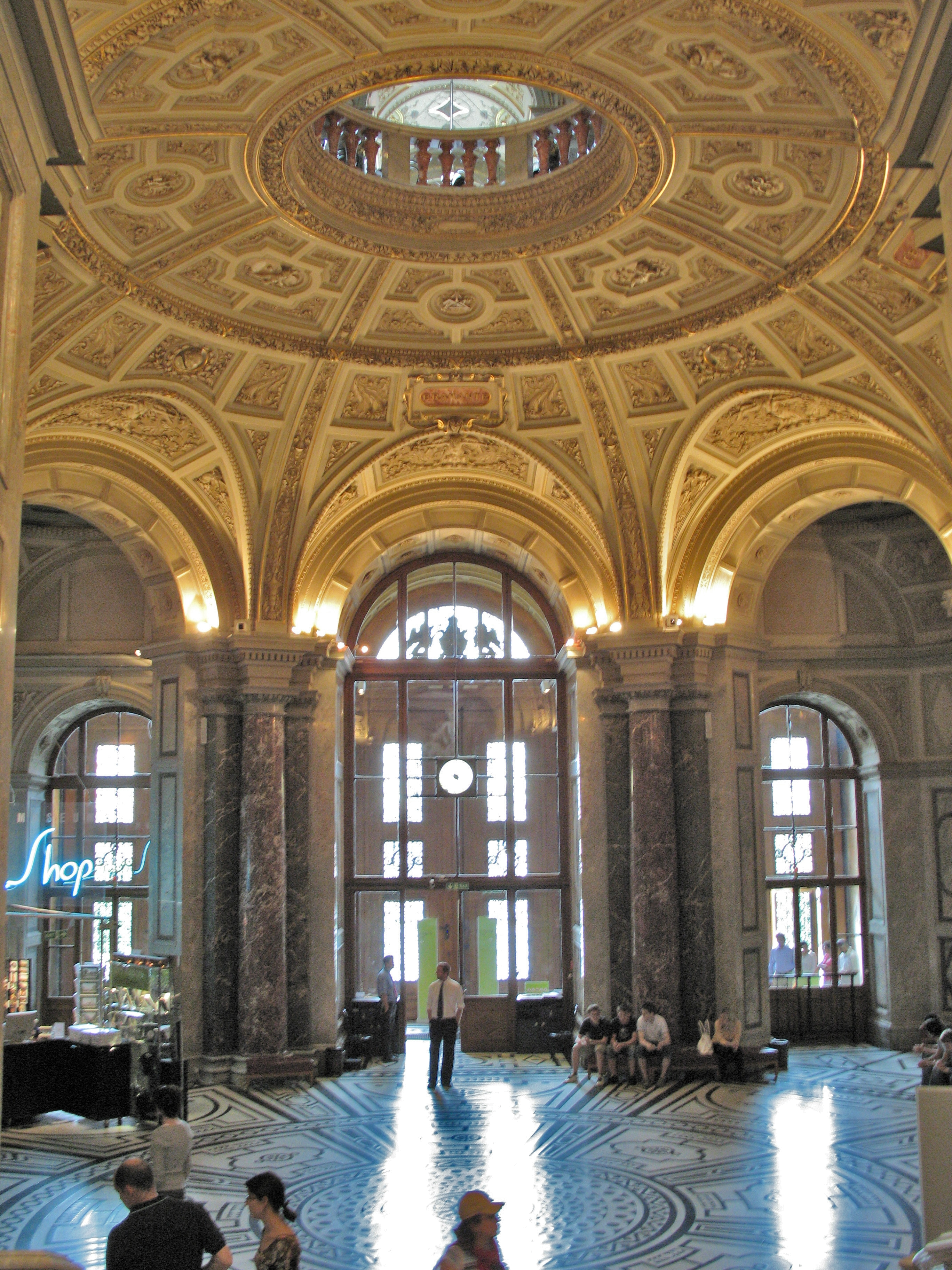
Hal

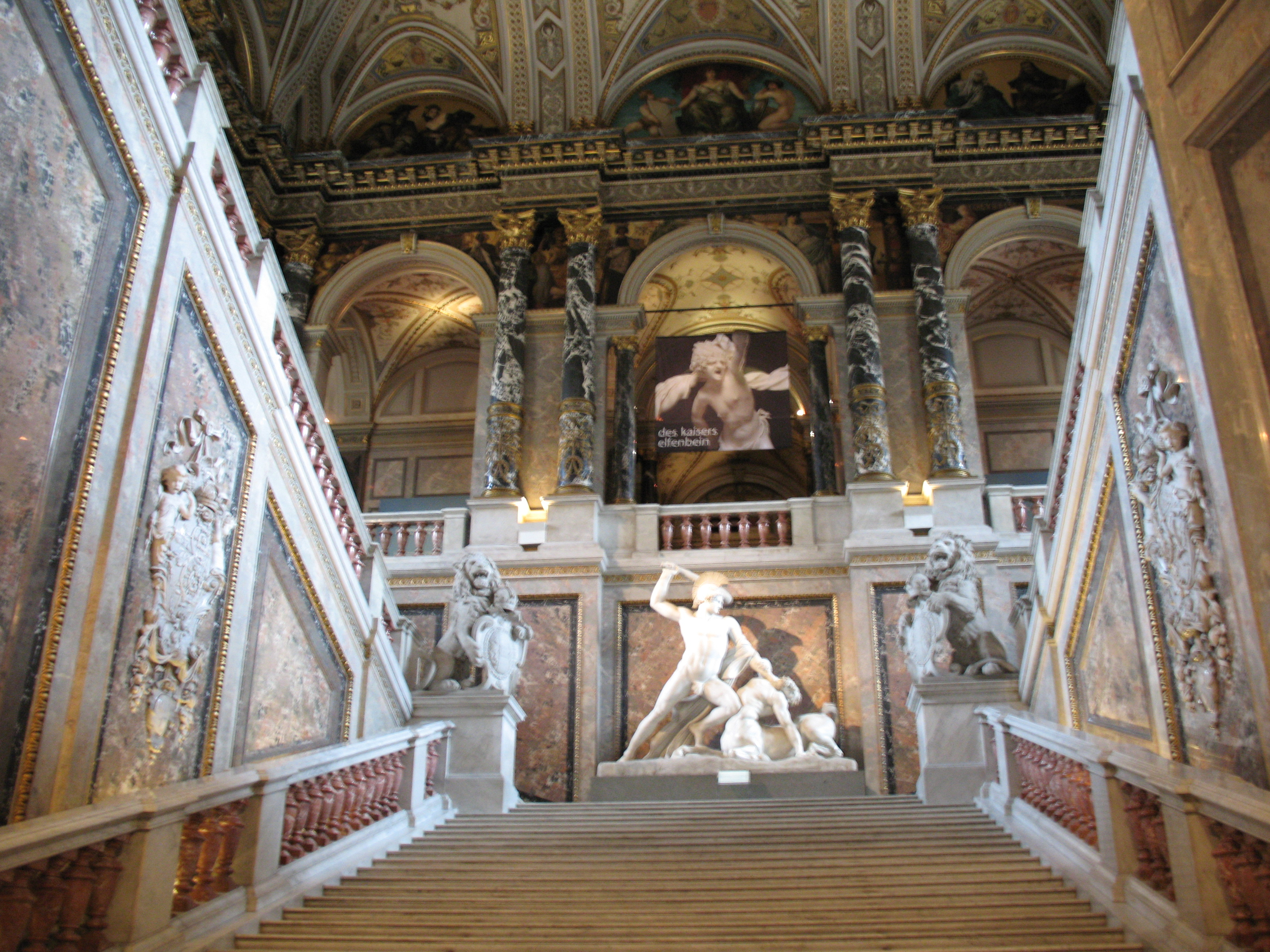
Trap

Het Kunsthistorisches Museum (KHM) in Wenen is een van de belangrijkste musea ter wereld voor Europese schilderkunst. Meer dan anderhalf miljoen mensen bezoeken het jaarlijks. Het werd in 1891 geopend.
De collectie bestaat voor een belangrijk deel uit de kunstverzameling van de Habsburgers. De collectie werd ondergebracht in het weelderig ingerichte gebouw in late neorenaissancestijl aan de Ringstraße aan ene zijde van de Maria-Theresienplatz.

## Collecties
Er zijn diverse afdelingen zoals:
- Egyptische-Oriëntaalse verzameling
- Antiekverzameling
- Ephesos Museum
- Schilderkunst met onder meer meer dan de helft van de schilderijen van Pieter Breugel de Oude
- Hofjagd- en Rustkammer
- Kunstkamer
- Muntenkabinet
- Lipizzaner Museum
- Verzameling oude muziekinstrumenten
- Schatkamer
- Wagenburg und Monturdepot

### Collectie schilderkunst
De collectie schilderijen richt zich op de oude meesters uit de vroegrenaissance, hoogrenaissance, noordelijke renaissance, maniërisme en barok van de 15e tot de 18e eeuw, en volgt grotendeels de persoonlijke smaak van de Habsburgse verzamelaars. Sterk vertegenwoordigd zijn de Venetiaanse schilders zoals Titiaan, Veronese, Tintoretto en Canaletto. Daarnaast zijn er werken van 16e-eeuwse Vlaamse schilders zoals Pieter Bruegel de Oude en Duitse schilders uit dezelfde periode, zoals Dürer. Er is ook een uitmuntende verzameling van Vlaamse en Nederlandse schilders uit de barok zoals Rubens en Van Dyck. Ook heeft het museum diverse schilderijen van Diego Velázquez.
De schilderijen zijn grofweg ingedeeld naar regionale scholen of stijlen, hoewel de categorieën elkaar soms ruim overlappen.

### Overige collecties
Het Kunsthistorisches Museum herbergt ook andere collecties. De verzameling van Europese beeldhouwkunst en kunstnijverheid behelst ongeveer dezelfde periode als de schilderijen. De voorwerpen in de Egyptische kunst, Griekse en Romeinse zalen geven een intrigerend beeld van de oude beschavingen.